# Michal Novotný (fotograf)
Michal Novotný (* 1973 Praha) je český reportážní a dokumentární fotograf.

## Život a dílo
Vyrůstal v pražské vilové čtvrti na Krocínce v pražských Vysočanech. Vystudoval strojařskou průmyslovku na Proseku, následně se přihlásil na vysokou školu na etnografii. Na přijímací zkoušky však už nedorazil. Svou fotografickou kariéru odstartoval v osmnácti letech cestou do začínající srbsko-chorvatské války. Následně absolvoval několik cest do zemí bývalého Sovětského svazu, zejména na Kavkaz. Jeho reportáže v té době otiskoval nejčastěji časopis Respekt. V roce 1995 nastoupil do týdeníku Reflex, kde však z větší části působil jako píšící partner Jana Šibíka. O tři léta později přešel na místo fotografa v magazínu Pátek Lidových novin, kde vydržel do roku 2009. Od té doby působí jako reportér na volné noze, jehož snímky otiskují The New York Times, GEO, Time, Stern, DAYS JAPAN, Focus, L’Expres, L’Equipe, International Herald Tribune nebo El Mundo.
K Novotného nejvýznamnějším oceněním patří 3. místo v soutěži World Press Photo v kategorii „Každodenní život“ v roce 2006 za fotografie slepých lidí v Libérii, 1. místo v soutěži Best of Photojournalism 2007 v kategorii „Každodenní život“ za fotografie dětí ulice v Oděse a čestné uznání ve stejné soutěži v roce 2004 za reportáž o indických zápasnících. Jeho snímky dostaly od roku 1997 celkem dvacet dva ocenění v soutěži Czech Press Photo, včetně fotografie roku 2001. Od roku 2010 se této soutěže neúčastní.